# Slavkov u Brna
|  | Per a altres significats, vegeu «Austerlitz (desambiguació)». |

Slavkov u Brna (pronunciat ['slafkof 'ʊbr̩na]; en alemany Austerlitz), és una ciutat txeca a 211 m d'altitud sobre el nivell del mar pertanyent al camp de l'est de Brno ciutat de la qual dista 27 km, a la Regió de Moràvia Meridional de la República Txeca, i a 228 km de la capital del país Praga. La seua població volta els 6600 habitants, i la localitat és coneguda perquè a la seua rodalia va tindre lloc la batalla d'Austerlitz.
A començament del segle xiii, l'Orde teutònic va construir un monestir fortificat les runes del qual es poden encara veure als soterranis del Palau d'Austerlitz. El primer testimoni escrit de la zona es remunta a 1237. El 1416 el Venceslau IV de Bohèmia va atorgar els drets de ciutat.
Després de la dissolució de l'Orde, el poble va passar a ser propietat de diverses famílies nobles, fins que el 1509 la família Kaunitz va prendre el seu control que va durar més de quatre-cents anys.

## Slavkov i Austerlitz: història d'un nom
La coexistència des de l'edat mitjana del nom txec de Slavkov i el nom alemany d'Austerlitz, força diferent, va suscitar moltes qüestions als historiadors i filòlegs, sobretot en el segle xix quan el poble txec va començar emancipar-se de la dominació política i cultural dels alemanys.
El primer esment Novozedeliz en un document llatí data del 1207 i vol dir «nova població». El nom txec Slavkov està documentat el 1361, i l'alemany Neusedlitz des del 1370. Al segle xix, el batlle Jan Koláček (1810 – 1894) va començar recerques per explicar el nom txec de Slavkov i l'internacionalment més conegut Austerlitz. Una explicació seria l'existència de dos pobles molt veïns, ú Novozedeliz, amb predominança de població alemanya, i altre Slavkov, amb predominança txecmoraviana. Segons l'historiador František Palacký
Austerlitz provindria dels alemanys que van truncar la paraula txeca Novosedlicz (Neusedlitz), probablement en confusió amb un altre burg de l'Orde Teutònic, Hostiradice, que els alemanys nomenaven «Hosterlitz» o «Hausterlitz». Escriu Palacký en una carta al batlle de Slavkov del 18 febrer de 1864: «En el segle xvi [els alemanys] van confondre «Nausedlicz» amb «Hausterlitz»; […] «És només uns dels molts fastigs dels Alemanys, a més d'imposar la seva cultura al nostre país.» i «Les generacions anteriors d'alemanys mai no han sigut molt acurades amb noms, siguin escrits o pronunciats.»